# Венда, Бенни
Бе́нни Ве́нда (индон. Benny Wenda, род. в 1975 году в долине Балием) — первый председатель Ассамблеи Котека, основатель и один из лидеров Объединённого освободительное движения Западного Папуа.

## Биография
В 1977 году многие родственники Венды погибли при подавлении индонезийскими войсками восстания народа лани. Сам маленький Венда при этом был ранен в ногу при бомбардировке. До 1983 года семья Венды пряталась в джунглях. 
Затем Венда изучал социологию в университете в Джаяпуре. В 2000 году он возглавил Ассамблею Котека.
В 2002 году Венда был арестован после демонстрации за независимость Западного Папуа, которая привела к столкновению с полицией и убийству одного полицейского. Но он смог бежать из тюрьмы. Он добрался до 
Великобритании, где получил политическое убежище. Там он стал активистом борьбы за независимость Западного Папуа.
В 2015 году о Венде был снят документальный фильм Дорога к дому.
В 2017 году Венда был избран председателем Объединённого освободительное движения Западного Папуа.
Венду дважды номинировали на Нобелевскую премию мира.